# Dolní Stakory
Dolní Stakory település Csehországban, a Mladá Boleslav-i járásban. Dolní Stakory Bakov nad Jizerou, Kněžmost, Plazy, Židněves, Kosmonosy és Husí Lhota településekkel határos. Lakosainak száma 329 fő (2024. január 1.).

## Népesség
A település lakosságának változását az alábbi diagram mutatja:
| Lakosok száma | 230  | 250  | 234  | 169  | 143  | 186  | 280  | 296  | 325  | 329  |
|               | 1869 | 1890 | 1921 | 1950 | 1980 | 2001 | 2017 | 2019 | 2022 | 2024 |